# 五线叶鰕虎鱼
五线叶鰕虎鱼（学名：Gobiodon quinquestrigatus）为輻鰭魚綱鱸形目鰕虎亞目鰕虎鱼科叶鰕虎鱼属的鱼类，俗名五带短虎。分布於太平洋菲律賓至社會群島，北起日本，南迄澳洲、東加海域，属于暖水性鱼类，體長可達4.5公分，其多生活于岩礁和珊瑚丛中，生活習性不明。